# Ligne de tramway 411/1
Pour les articles homonymes, voir Ligne 411.
La ligne 411/1 est une ancienne ligne de tramway du Groupe de Tournai de la Société nationale des chemins de fer vicinaux (SNCV) qui a fonctionné entre le 31 janvier 1916 et le 8 août 1954.

## Histoire
31 janvier 1916 : mise en service en traction vapeur entre la station vicinale de Mainvault et Quevaucamps dans le projet de réaliser une ligne Mainvault - Quiévrain par Quevaucamps, Grandglise et Pommerœul, la section Grandglise - Pommerœul n'étant jamais réalisée, la section Quiévrain - Pommerœul sera exploitée comme une ligne à part entière ; section Mainvault Station - Mainvault Jonction commune avec la ligne 402 Tournai - Ath (capital 95) et nouvelle section (capital 162).
1919 : reprise de l'exploitation par la SNCV.
28 octobre 1923 : prolongement de Quevaucamps à Grandglise (nouvelle section, capital 162).
Vers 1933 : suppression du trafic voyageurs sur la section Quevaucamps Station vicinale - Grandglise.
Le 30 décembre 1948 la ligne est intégrée au groupe de Tournai.
8 août 1954 : suppression. Fermeture à tout trafic de la section Mainvault Jonction - Grandglise (capital 162).

## Vestiges
- Dépôts et stations : Mainvault, Quevaucamps.

## Infrastructure

### Dépôts et stations
Mainvault, Quevaucamps.

## Exploitation

### Horaires
Tableaux :
- 411/1 en 1931, numéro partagé avec la ligne 411/2 Quiévrain Station-État - Montrœul-sur-Haine Gare vicinale[4].
- 663 en 1950[5].